# Selma Elloumi Rekik
Selma Elloumi Rekik, sinh ngày 5 tháng 6 năm 1956 có nguồn gốc từ Tunis. Cô là một nữ doanh nhân, chính trị gia Tunisia và là thành viên tích cực của Nidaa Tounes.

## Tiểu sử
Rekik là thành viên của ủy ban điều hành của Nidaa Tounes.
Cô cũng là một ứng cử viên cho cuộc bầu cử lập pháp vào năm 2014 đại diện cho đảng của mình và đã bầu một phó trong hội đồng đại diện của người dân ở quận đầu tiên của Nabeul.
Vào ngày 2 tháng 2 năm 2015, cô được đề cử vào vị trí Bộ trưởng Bộ Dạy nghề và Việc làm, sau đó cô được thuê cho vị trí Bộ trưởng Bộ Du lịch và Thủ công mỹ nghệ, liên tiếp với Amel Karboul, trong chính phủ Habib Essid.